# منطقه تالاسئا
منطقه تالاسئا یکی از منطقه‌های استان بریتانیای نو غربی واقع در کشور پاپوآ گینه نو می‌باشد. مرکز این منطقه کیمبه است. این منطقه خود از ۶ فرمانداری محلی تشکیل می‌گردد که هر فرمانداری به منظور سهولت در امر آمارگیری خود به چند بخش تقسیم می‌شود.

## تقسیمات
این منطقه دارای ۶ فرمانداری محلی است که اسامی آن‌ها به شرح زیر است:
- فرمانداری محلی روستایی بالی-ویتو
- فرمانداری محلی روستایی بیالا
- فرمانداری محلی روستایی هاسکینز
- فرمانداری محلی شهری کیمبه
- فرمانداری محلی روستایی موسی
- فرمانداری محلی روستایی تالاسئا